# 旧花野井家住宅
旧花野井家住宅（きゅうはなのいけじゅうたく）は千葉県野田市にある古民家。国の重要文化財に指定されている歴史的建造物である。

## 概要
花野井家は江戸時代、代々幕府直轄の小金牧の牧士を任され、名字帯刀を許された家柄である。小金牧は現代の千葉県北西部に位置した広大な牧である。野馬奉行配下で牧の管理、野馬の捕獲を指揮したのがこの牧士である。野馬の捕獲は多くの農民を動員し、たいそうな賑わいで、はるばる江戸からも見物客が訪れ、それを目当てに茶店まで出来たそうである。捕獲した馬の多くは民間に払い下げられたという。
花野井家住宅は元々流山市の前ヶ崎城址付近にあった花野井四郎氏の家屋を1971年（昭和46年）に野田市へ寄贈・移築したものであり、現在は野田市郷土博物館の展示施設として公開されている。清水公園の南側隣接地にあり、慈光山金乗院と同様に事実上当公園と一体化している。旧花野井家住宅は1969年（昭和44年）6月20日に国の重要文化財に指定された。

## 建築概要
- 建築年代は17世紀後半[1]。
- 桁行15.5 m、梁間9.1 m、平屋。
- 屋根は寄棟造、茅葺。
- 移転前は間口10間半、奥行5間半の大きさだったが、移転後は間口8間、奥行5間の建造当初の規模に復原された[5]。正面左側に土間、中央に囲炉裏付きの居間、奥には部屋と納屋、右側には玄関、中の間、床の間付き奥の間が配されている[5]。
- 現在でも茅葺き屋根の保護のため、しばしば囲炉裏の煙で燻している（囲炉裏の煙には防虫・放湿効果がある）[1]。

## 所在地
〒278-0043　千葉県野田市清水馬作902

## アクセス
- 東武野田線清水公園駅より徒歩10分。

## 公開時間・料金
- 9:00-16:00
- 入場料：無
- 休館日：月・火（祝日の場合は翌日）、年末年始

## 周辺情報
- 清水公園
- 野田貝塚
- 野田市総合公園
- 野田清水郵便局
- 野田市立清水台小学校